# ウッケッドゥ・ダビデ
ウッケッドゥ・ダビデ（Uccheddu Davide、1983年 - ）は、イタリア・ピエモンテ州出身のイタリア語講師、翻訳家、通訳、文化交流コーディネーター。
日本を拠点に活動し、イタリアと日本の文化交流やサッカー関連の事業に携わっている。

## 略歴

### 幼少期から学生時代
イタリア・ピエモンテ州の小さな村ガルガッロに生まれる。幼少期からサッカーに興味を持ち、6歳の時にACミランの練習を見学。そこでパオロ・マルディーニやフランコ・バレージ、アレッサンドロ・コスタクルタといった名選手たちと対面したことがきっかけで、熱心なミランのサポーターとなる。
学生時代には語学に関心を持ち、特に日本文化への興味を深める。2008年に日本へ渡り、JLI（札幌国際日本語学院）と言う日本語学校と吉田学園日本語学科に通う。

### 日本での活動の始まり
2012年、日本の北海道札幌市にてイタリア語の教育、翻訳・通訳業務、文化交流活動、イベント企画などを行うジェイ・アイ・エクスチェンジ株式会社を設立する。
2015年、北海道とイタリア・サルデーニャ島の文化・経済交流を促進する目的で「空デーニャ・プロジェクト」を立ち上げる。これにより、両地域の特産品の輸出入や観光促進に貢献。

### メディア出演
2015年、北海道のローカル番組「札幌人図鑑」に出演し、自身の活動について紹介される。
2018年、北海道の人気バラエティ番組「1×8いこうよ！」に出演。大泉洋や木村洋二と共に「1×8Discovery 北海道遺産in空知」シリーズに登場し、北海道遺産である空知炭鉱について学ぶ企画に参加した。このシリーズでは、炭鉱遺産の歴史的価値を知るとともに、地域住民との交流を深めた。

### サッカー関連の取り組み
2012年、イタリアのサッカーゲーム「ファンタカルチョ（Fantacalcio）」の日本版を企画し、サッカーファン向けに新たなゲーム体験を提供。
2017年、サッカーニュース専門サイト「フットボール・トライブ（Football Tribe）」の設立メンバーの一人として、イタリアおよび日本のサッカー情報を発信する活動にも携わっている。
2019年、Jリーグ・アビスパ福岡のファビオ・ペッキア監督の公式イタリア語通訳を務める。チームとの契約期間は半年間だったが、その間にサポーターや選手、スタッフと強い関係を築き、日本のサッカー文化への理解を深める。
現在も、イタリア語教育や翻訳・通訳業務の傍ら、サッカーや文化交流イベントを通じて日伊の架け橋となる活動を継続している。

## 趣味・関心
趣味はアニメ、囲碁。サッカーに対する情熱は強く、ACミラン、北海道コンサドーレ札幌、アビスパ福岡の熱烈なサポーターである。
ボウリングはそこそこの腕前を持ち、アベレージ190を記録している。